# Рок-Гілл (Міссурі)
Рок-Гілл (англ. Rock Hill) — місто (англ. city) в США, в окрузі Сент-Луїс штату Міссурі. Населення — 4750 осіб (2020).

## Географія
Рок-Гілл розташований за координатами 38°36′32″ пн. ш. 90°22′2″ зх. д. / 38.60889° пн. ш. 90.36722° зх. д. (38.608992, -90.367334).  За даними Бюро перепису населення США в 2010 році місто мало площу 2,83 км², уся площа — суходіл.

## Демографія
Згідно з переписом 2010 року, у місті мешкало 4635 осіб у 2064 домогосподарствах у складі 1198 родин. Густота населення становила 1637 осіб/км².  Було 2217 помешкань (783/км²).
Расовий склад населення:
| - 70,6 % — білих - 23,0 % — чорних або афроамериканців - 2,5 % — азіатів - 0,3 % — корінних американців |

До двох чи більше рас належало 2,9 %. Частка іспаномовних становила 2,8 % від усіх жителів.
За віковим діапазоном населення розподілялося таким чином: 20,7 % — особи молодші 18 років, 66,7 % — особи у віці 18—64 років, 12,6 % — особи у віці 65 років та старші. Медіана віку мешканця становила 36,9 року. На 100 осіб жіночої статі у місті припадало 96,1 чоловіків;  на 100 жінок у віці від 18 років та старших — 91,6 чоловіків також старших 18 років.
Середній дохід на одне домашнє господарство  становив 75 899 доларів США (медіана — 63 393), а середній дохід на одну сім'ю — 78 728 доларів (медіана — 70 667). За межею бідності перебувало 8,1 % осіб, у тому числі 14,5 % дітей у віці до 18 років та 0,0 % осіб у віці 65 років та старших.
Цивільне працевлаштоване населення становило 2838 осіб. Основні галузі зайнятості: освіта, охорона здоров'я та соціальна допомога — 25,8 %, науковці, спеціалісти, менеджери — 12,8 %, фінанси, страхування та нерухомість — 9,4 %, роздрібна торгівля — 9,3 %.